# Vladimir Vojnović
Vladimir Vojnović (Bugojno, 1917. – Sarajevo, 1999.), bh. likovni umjetnik. Rodio se u Bugojnu 1917. godine. U Sarajevu je završio državnu školu za likovnu umjetnost. Studij je nastavio u Francuskoj, u Parizu i u Italiji gdje je studije nastavio na usavršavanju konzervatorskih radova. Umro je 1999. godine u Sarajevu.